# Tagesthemen
 (février 2023).
Si vous disposez d'ouvrages ou d'articles de référence ou si vous connaissez des sites web de qualité traitant du thème abordé ici, merci de compléter l'article en donnant les références utiles à sa vérifiabilité et en les liant à la section « Notes et références ».
Le Tagesthemen est la deuxième émission d'informations de la première chaîne allemande, après l'édition de 20 heures du Tagesschau.

## Histoire
La première édition fut diffusée le 2 janvier 1978, remplaçant l'édition de nuit du Tagesschau. Initialement, il y avait une édition du lundi au jeudi, la case horaire du vendredi soir étant occupée par le Bericht aus Bonn (plus tard renommé en Bericht aus Berlin). Depuis les années 1980, l'émission est également diffusée le samedi et le dimanche. Depuis que le Bericht aus Berlin est diffusé le dimanche Tagesthemen est diffusé tous les soirs, souvent de 22 h 45 à 23 h 15, mais l’horaire varie. 

Logo du Tagesthemen depuis 2014

## Caractéristiques
Contrairement à la Tagesschau, qui donne un aperçu rapide des évènements, les Tagesthemen s'attardent sur quelques thèmes et les approfondissent. Cela passe par la diffusion de reportages plus longs (environ cinq reportages de 3 minutes au moins), par un commentaire d'un journaliste spécialisé et par une interview de quelques minutes d'une personnalité de l'actualité (généralement politique) et réalisée en duplex.
Les Tagesthemen font donc plus œuvre de choix éditoriaux que la Tagesschau puisque les rédacteurs décident des sujets, en nombre très limité, qui feront l'objet d'amples développements.
Pendant l'émission, un rappel des autres évènements importants de la journée est effectué sous forme de brèves par un journaliste de la Tagesschau.
Les présentateurs des Tagesthemen utilisent un prompteur pour lire leur texte, à l'inverse des journalistes de la Tagesschau, qui utilisent des notes sur feuilles volantes.

## Présentateurs
Jusqu'au 1er octobre 1985, les Tagesthemen n'avaient, tout comme la Tagesschau, pas de présentateur attitré. Depuis cette date, ils sont présentés en alternance par deux présentateurs.

### Présentateurs actuels
- Ingo Zamperoni, depuis 2016
- Jessy Wellmer depuis 2024

### Anciens présentateurs
par ordre alphabétique
- Pinar Atalay
- Gabi Bauer
- Sabine Christiansen
- Gerhard Delling
- Ulrich Deppendorf
- Barbara Dickmann
- Hanns Joachim Friedrichs
- Edmund Gruber
- Wolf von Lojewski
- Günther von Lojewski
- Ernst Dieter Lueg
- Caren Miosga
- Günther Müggenburg
- Klaus-Peter Siegloch
- Klaus Stephan
- Ulrich Wickert
- Anne Will
- Ulrike Wolf